# Rubroscirus otiosus
Rubroscirus otiosus är en spindeldjursart som beskrevs av Muhammad och Mohammad Nazeer Chaudhri 1993. Rubroscirus otiosus ingår i släktet Rubroscirus och familjen Cunaxidae. Inga underarter finns listade i Catalogue of Life.